# Rejectaria arenacea
Rejectaria arenacea là một loài bướm đêm trong họ Noctuidae.